# Pays du Nord
 (mars 2024).

Pays du Nord, en bleu ; pays du Sud, en rouge.

Nord global, pays du Nord ou le Nord est un terme utilisé en des études postcoloniales, transnationales et altermondialistes qui peut désigner le premier monde comme l'ensemble des pays développés. En général, se caractérise par pays riches économiquement, qui ont accès à des technologies avancées, avec des systèmes politiques stables et une espérance de vie élevée.